# Гектор Сервадак
«Ге́ктор Сервада́к», более точно — «Эктор Сервада́к» (фр. Hector Servadac) — научно-фантастический роман французского писателя Жюля Верна, входящий в цикл «Необыкновенные путешествия». Написан в 1877 году.

## Публикации
Первая публикация романа — в журнале Этцеля «Magasin d’Éducation et de Récréation» («Журнал воспитания и развлечения»), с 1 января по 15 декабря 1877 года, под заглавием «Гектор Сервадак. Путешествия и приключения в околосолнечном мире». Во время публикации Этцель получил письмо от главного раввина Парижа, в котором тот выражал недовольство выведенным в романе образом немецкого еврея Хаккабута и отмечал, что «такие материалы не должны появляться в издании для молодых людей». Этцель и Жюль Верн написали ответное письмо с обещанием внести изменения в последующие издания.
В отдельном издании роман (под тем же заглавием) первоначально был выпущен в двух книгах: первая вышла 19 июля, вторая — 7 ноября 1877 года. Под таким же названием 16 ноября 1877 года вышло иллюстрированное издание романа (99 иллюстраций П. Д. Филиппото, гравированных Лаплотом); это был 11-й «сдвоенный» том «Необыкновенных путешествий».
На русском языке роман впервые был напечатан в этом же году в журнале «Задушевное слово» (СПб.: изд-во «Товарищество Вольфа»), отд. III, вып. 3—5, 7—12, и в журнале «Семейные вечера», 1877, № 1—6. Позднее он вышел также в литературном приложении к журналу «Сын отечества», 1878, № 14—25; и в журнале «Природа и люди» (ежемесячник, издатель — А. А. Ильин), 1878, № 2—12. В виде отдельного издания роман был напечатан в 1880-м (или 1879-м) году в переводе С. Самойловича и затем много раз переиздавался. Возможно, речь идёт об одном и том же издании.
Жюля Верна в России и СССР любили и издавали часто. «Гектор Сервадак» был включён во все значимые собрания, выходившие впоследствии: 8-томник Вольфа 1892—1893 гг., полное собрание сочинений в 88 томах Сойкина 1906—1907 гг., собрание сочинений Гослитиздата 1929 года, голубовато-серый пухлый гослитиздатовский 12-томник 1954—1957 годов…

## Сюжет
Книга разбита на две части и 44 главы.
Французский капитан Гектор Сервадак и его денщик по прозвищу Бен-Зуф, проходящие службу в Алжире, неожиданно теряют сознание от сильного сотрясения почвы. Придя в себя, они оказываются в совершенно новом мире, где солнце встает на западе, сутки сократились вдвое, а сила притяжения уменьшилась в шесть раз. Обследовав местность, французы выясняют, что данная часть африканского континента превратилась в окруженный морем остров, названном ими Гурби. Проведя наблюдения с помощью подзорной трубы, Сервадак обнаруживает в небе диск неизвестной планеты, совершенно не похожей на привычную Луну. Наблюдаемая планета постепенно уменьшается, однако Солнце растет с каждым днем, и на острове становится все жарче. Кроме того, в небе появляется крупный диск Венеры, и французы серьезно боятся столкновения с последней. Тем не менее, катастрофы не происходит. Сервадак, вспомнив школьные занятия, приходит к выводу, что орбита Земли изменилась в результате некого космического катаклизма.
Позднее к острову подходит русская шхуна «Добрыня», которой командует лейтенант Прокофьев. Владельцем шхуны является граф Василий Тимашев, хорошо знающий Сервадака: в день катаклизма они должны были сражаться на дуэли из-за любовного соперничества. Прекрасно понимая, что сейчас не время для ссор, француз и русский прекращают вражду, становясь вместо этого товарищами и лидерами нового мира. Прокофьев, получивший хорошее образование, подтверждает и развивает выводы Сервадака: в ночь на 1 января планета, где находятся герои, начала двигаться по новой орбите. В процессе движения она приблизилась к Солнцу и пересекла орбиту Венеры, а затем (что подтверждает общее понижение температуры) начала удаляться на периферию Сонечной системы. Но Прокофьев, к сожалению, не может рассчитать элементы орбиты: здесь нужен настоящий ученый.
Отправившись в плавание по направлению на восток, герои обнаруживают новый материк, окружающий море со всех сторон и состоящий из неизвестной горной породы. Позже мореплаватели натыкаются на часть территории бывшего Гибралтара, где  встречают английских военных, которые исправно несут службу, надеясь на помощь из Англии. Англичане категорически отказываются объединиться с пассажирами шхуны и не верят в катастрофу. Сопоставив курс судна с найденным Гибралтаром, который физически не может находиться к востоку от Алжира, герои понимают, что только что завершили кругосветное путешествие. Прокофьев после несложных расчетов объявляет, что они находятся не на Земле: диаметр новой планеты составляет чуть больше семисот километров. Волей-неволей герои делают вывод, что от Земли в результате катаклизма отделился осколок, унесший с собой часть земной поверхности и атмосферы. Это проливает свет на уменьшение силы тяжести и изменение орбиты, однако никак не объясняет наличие нового материка на месте Европы и Африки. В процессе плавания герои находят в море футляр с запиской, из которой следует, что в ночь на 1 января с Землей столкнулась комета под названием Галлия.
По возвращении шхуны на остров Гурби выясняется, что туда прибыли новые обитатели — группа испанцев во главе с Негрете и привезший их еврей-торговец Исаак Хаккабут. Кроме того, шхуна привезла маленькую девочку-итальянку Нину, найденную на крохотном островке среди моря. Хаккабут, сам того не желая, оказывает людской колонии огромную помощь: его судно битком набито продуктами и инструментами. 
По мере удаления от Солнца в новом мире наступает осень: Прокофьев, произведя новые наблюдения, выясняет, что планета уже пересекла орбиту Марса. Дальнейшее движение по орбите грозит колонистам смертью от холода. К счастью, на материке обнаруживается действующий вулкан, и колонисты переселяются в теплые пещеры у его подножия. К вулкану неожиданно прилетает почтовый голубь с запиской, где опять говорится о комете Галлия, а также указано местонахождение написавшего записку ученого. Сервадак с товарищами срочно строит буер для движения по замерзшему морю, а потом, лично возглавив экспедицию, спасает от смерти известного астронома профессора Пальмирена Розета. 
Придя в себя, астроном рассказывает правду. В ночь на 1 января с Землей столкнулась открытая ученым комета, унесшая с собой часть моря и атмосферы, а также несколько участков земной поверхности - тех самых, что обнаружил экипаж шхуны во время плавания. Неизвестная планета, замеченная Сервадаком, была Землей. Комета, уносящая с собой людей, обращается вокруг Солнца по вытянутой орбите, и через два года после катаклизма вернется к точке столкновения. Узнав об этом, люди начинают надеяться на возвращение в родной мир.
В разгар зимы вулкан внезапно потухает, и колонисты вынуждены спуститься в его кратер, где ещё сохранилось тепло. Их жизнь протекает крайне тяжело и однообразно, однако положение спасает маленькая Нина: вместе со своим другом (испанцем-подростком Пабло) она воодушевляет людей, выводя их из депрессии. Комета огибает Юпитер, а затем возвращается к Солнцу. Всюду теплеет, Солнце растет, а на небе уже виден земной диск.
Профессор считает, что на этот раз столкновение с Землей будет лобовым, и люди не смогут "перейти" на нее. Вместо этого он предлагает колонии остаться на Галлии. Однако колонисты, которых неудержимо тянет на родину, не слушают ученого. По предложению Прокофьева поселенцы делают из парусов «Добрыни» и другого снаряжения воздушный шар—монгольфьер, способный почти безболезненно перейти из галлийской атмосферы в земную. Пальмирена Розета, не желающего покидать Галлию, силой сажают в корзину. Монгольфьер, едва не разодранный на части приливными силами, счастливо приземляется в Алжире. А комета, против всех ожиданий, лишь слегка задевает Землю, после чего продолжает движение по новой орбите. 
Пальмирену Розету, написавшему огромную монографию о пребывании на Галлии, никто не верит. Нина и Пабло обретают новых отцов в лице Сервадака и Тимашева. Через несколько лет испанца и итальянку торжественно венчают в храме. 
И молодожены ничуть не горюют о том, что им не пришлось стать Адамом и Евой нового мира. 
В романе сильна сатирическая струя: Жюль Верн высмеивает человеческие пороки — например, стяжательство и жадность, олицетворением которых является Исаак Хаккабут, который не только продавал свои товары колонистам за живые деньги, но и пытался использовать фальшивые весы. В сатирическом плане изображены также англичане, заносчивость и высокомерие которых писатель высмеивает не менее зло. Ярко и остро автор характеризует профессора Пальмирена Розета, невероятно вспыльчивого и нервного фанатика астрономии. Этот образ дополняет галерею «чудаковатых ученых», созданных Жюлем Верном в своих романах. В то же время русские персонажи романа описаны с большим уважением и симпатией. Автор показывает их трудолюбие и природную смекалку. Положительно Жюль Верн изображает и испанцев, отмечая, впрочем, их легкомысленность. Главным героем романа становится, как и во многих других произведениях, соотечественник автора, француз Гектор Сервадак, олицетворение мужественности и отваги. Сервадак не слишком образован, однако является прирожденным лидером, что, в конечном итоге, помогает выживанию колонии.

## Герои
- Гектор Сервадак, капитан корпуса французских войск в Алжире.
- Бен-Зуф, французский рядовой, денщик Сервадака
- Василий Тимашев, русский граф
- Прокофьев, капитан шкуны "Добрыня"
- Исаак Хаккабут, еврейский торговец из Пруссии
- Негрете, лидер испанских бродяг
- Нина, пастушка с Маддалены
- Пабло, испанский мальчик-броядга
- Пальмирен Розет, профессор, наблюдавший за столкновением кометы с Землей с Форментеры, бывший школьный учитель Сервадака
- Команда шкуны «Добрыня»

## Факты
- Произведение было задумано ещё в конце 60-х годов XIX века.
- Изначально автор намеревался рассказать о столкновении с Землёй кометы, ядро которой состояло из «теллурида золота». Падение подобного объекта привело бы к полному обесцениванию золота и краху капитализма. Четверть века спустя Жюль Верн вернётся к этой идее в романе «Болид» (в другом переводе — «В погоне за метеором»).
- Описанный в романе «мирный захват» кометой части поверхности Земли вместе с обитателями и растительностью абсолютно невозможен.
- Показанная в книге комета Галлия имеет период обращения вокруг Солнца в 2 года, и удаляется от него на 820 миллионов километров. Однако расчёт показывает, что у реального объекта либо должен быть больше период обращения, либо меньше расстояние, на которое объект удаляется от Солнца.
- Летом 1878 года Жюль Верн совершил плавание на своей яхте «Сен-Мишель III» по Средиземному морю и Атлантике — к местам, описанным в романе.
- Определённое время среди учёных пользовались некоторой популярностью идеи, сходные с высказанными в произведении.
- В 1955 году во Франции был издан роман Франсиса Карсака (наст. имя Франсуа Борд) «Робинзоны космоса», сюжетная основа которого — столкновение с Землёй некоей планеты и «захват» части поверхности, атмосферы, живых существ (включая людей) — в общих чертах повторяла идею романа Жюля Верна.

## Экранизации
- 1961 — «Долина драконов» (США), режиссёр Эдвард Бёрндс (Edward Bernds)
- 1970 — «На комете» (Чехословакия), режиссёр Карел Земан.
- 1979 — «На комете» (Австралия), анимация, режиссёр Рышард Слапчински (Richard Slapczynski).
- 1982 — «Таинственная планета» / Mysterious Planet (США), режиссер Бретт Пайпер (Brett Piper). Очень вольная интерпретация, имеет отдалённое отношение к роману.